# Alte Regierung (Oppeln)

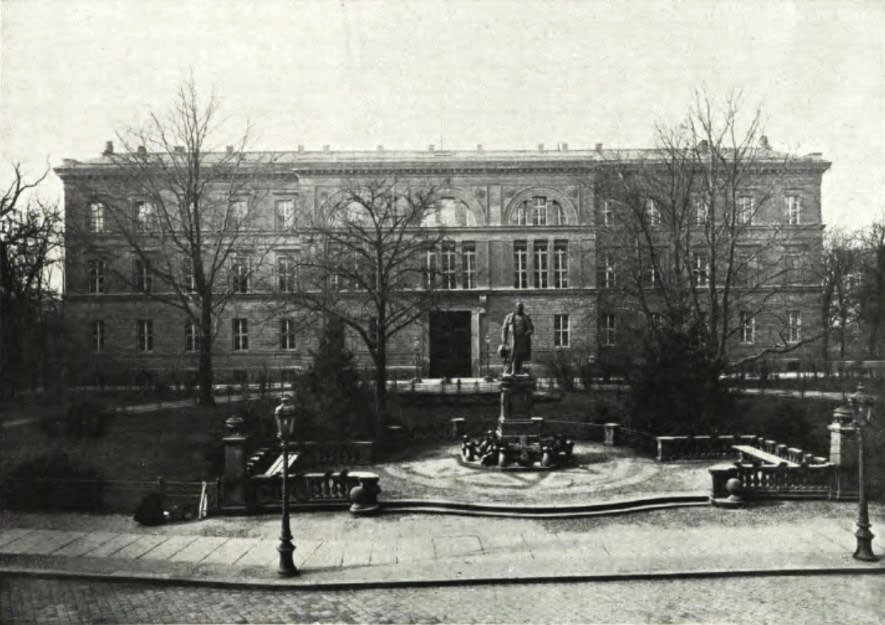
Regierungsgebäude in Oppeln, im Vordergrund das Kaiser-Wilhelm-Denkmal

Die Alte Regierung in der Stadt Oppeln war ein staatliches Verwaltungsgebäude des Regierungsbezirks Oppeln bzw. der Provinz Oberschlesien, das 1830–1833 erbaut wurde. Es lag am Regierungsplatz (Annabergplatz), dem heutigen Plac Wolności. Es wurde 1945 zerstört und anschließend abgerissen.

## Geschichte

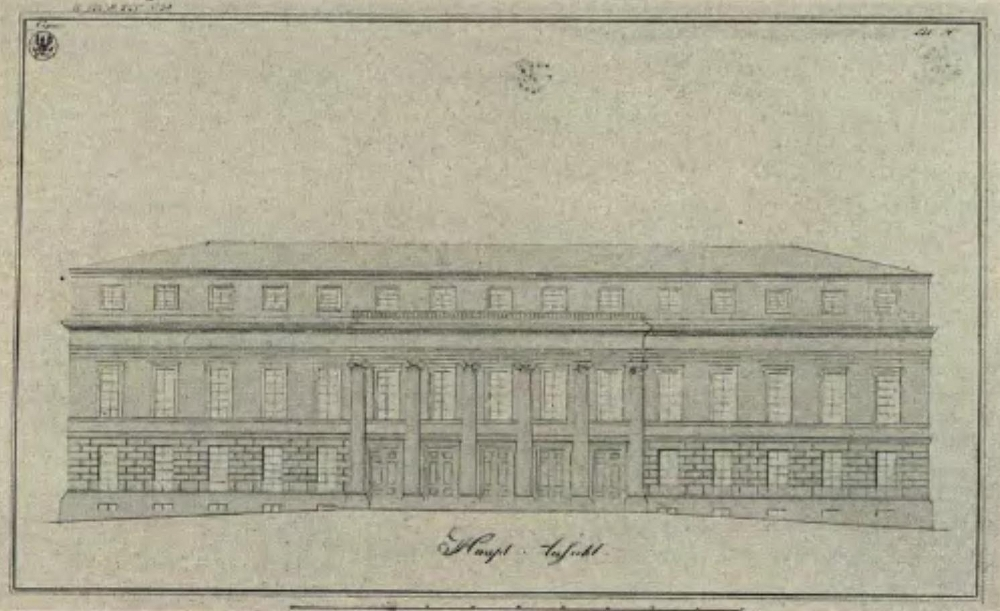
Erster Entwurf von 1824

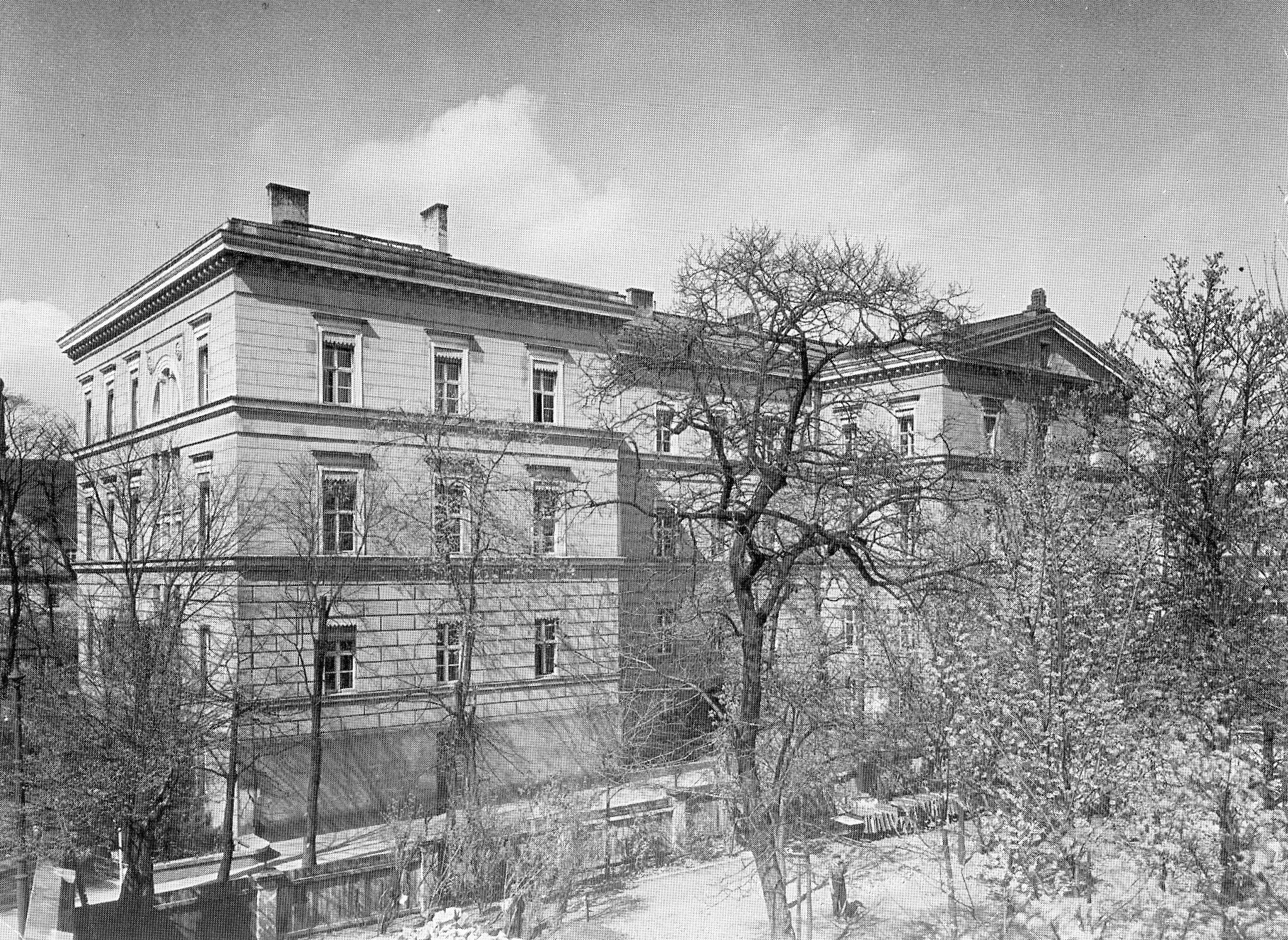
Rückansicht des Gebäudes 1939

Der Regierungsbezirk Oppeln wurde 1816 geschaffen. Zunächst arbeitete die Bezirksregierung im Jesuitenkolleg und im Dominikanerkloster, doch schon nach wenigen Jahren gab es Bedarf nach weiteren Räumlichkeiten. 1823 entstanden daraufhin erste Entwürfe für den Bau eines neuen größeren Verwaltungsgebäudes, die jedoch von den Zentralbehörden in Berlin abgelehnt wurden. Ein dort erstellter Gegenentwurf wurde genehmigt. Dieser sah ein dreigeschossiges Gebäude vor, doch die Kosten erwiesen sich als zu hoch. In einem Kabinettsbeschluss vom 11. November 1824 wurden daher zunächst nur der Kauf der Baustoffe sowie der Grundstückserwerb genehmigt. Mit der Bauplanung wurde August Adolph Günther beauftragt.
Vor Beginn der Maurerarbeiten war der Baugrund vorzubereiten. Da das Grundstück ehemals zum Graben der Stadtbefestigung gehört hatte, musste man 7 m tief ausschachten, bis man tragfähigen Boden für das Fundament erreichte. Die Grundsteinlegung des im klassizistischen Stil erbauten Gebäudes wurde am 17. Mai 1830 gefeiert. Im Jahr 1832 besichtigte Karl Friedrich Schinkel als oberster preußischer Baubeamter die Baustelle bei seinem Besuch in Oppeln. 1833 konnte das Bauwerk bezogen werden. Zur gleichen Zeit wurde auch der davor angelegte Platz, der Regierungsplatz, fertiggestellt. 1891 wurde vor dem Gebäude ein Kaier-Kaiser-Wilhelm-Denkmal aufgestellt.
In der Zeit vom 11. Februar 1920 bis 10. Juli 1922 war es der Sitz der Interalliierten Regierungs- und Plebiszitskommission für Oberschlesien.
Zwischen 1930 und 1934 entstand auf der Pascheke ein neues Regierungsgebäude, da das alte Gebäude nicht mehr ausreichte.
Gegen Ende des Zweiten Weltkrieges wurden das Verwaltungsgebäude und das Denkmal zerstört. Die Ruinen wurden in den 1950er Jahren abgeräumt. Heute befindet sich auf dem Gelände der Alten Regierung ein Park. An das Gebäude erinnern heute nur noch die Reste einer Kellerwand, die mit einer Balustrade geschmückt sind.